# まかない荘
『まかない荘』（まかないそう）は、メ〜テレ制作による日本の連続テレビドラマ。2016年4月19日（18日深夜）から6月21日（20日深夜）の火曜0:20 - 0:50（月曜深夜）に放送。このほかにテレビ神奈川でも放送された。
主演は連続ドラマ初主演となる清野菜名。他人との関わりを避けていた料理人が下宿屋「まかない荘」で共に暮らす住人たちと食を通じて関係を築き成長する、という物語である。
2017年10月から12月まで、キャストと舞台を一新した、三吉彩花主演による第2弾『まかない荘2』が放送された。ここでの「まかない荘」は第1弾のものとは別の施設で、その近所にあるシェアハウス「まかない館」を舞台にしている。

## 第1弾

### あらすじ
名古屋の下町にある、築60年、風呂・トイレ共同、まかない付きの下宿屋「まかない荘」。恋人に裏切られて多額の借金を抱え、ローン会社の借金取りが勤め先まで来たために住む場所も働く場所も無くしていたイタリアンシェフの藤島涼は、姉の恭子に呼ばれ、この下宿屋で住み込みの料理人として働くことになり、15年ぶりに姉妹で一緒に暮らすことになる。料理の苦手な恭子に代わり、涼が住人たちの朝晩の食事を作る役目を担う。過去の経験から他人との接触を避けていた涼は共同生活に難色を示すが、まかないの仕事を通じて住人たちと心を通わせていく。住人たちは涼の借金返済計画にも協力的になり、涼はまかない荘住人であるスナックのママ・礼子のはからいで、昼間のスナックをランチタイム限定のカレー屋「涼のカレー」として使えるようになった。
ローン会社への返済を終えることが出来た涼だが、一度経験した失敗を恐れて自分の店を持つための行動に踏み出せない。そこへ、かつて涼と恭子の家族を捨てた父親・義正が現れる。義正は昔と変わらない駄目な人間だった。まかない荘に居座る義正を涼は快く思わないが、恭子や住人たちは義正を受け入れようと優しく接する。義正を囲んだ宴が開かれた夜、義正は「俺の遺産を受け取って、それで自分の店を持て」と涼を説得する。しかし義正はその翌朝にまかない荘のテレビを持ち逃げして姿を消し、ローン会社から涼が騙されて義正の借金の保証人にさせられたと知らされた。父親の裏切りに涼と恭子は朝食の席で悔しさのあまり住人たちの前で大泣きしてしまう。しかし、父親がここで皆から家族のように優しくしてくれたことは忘れられないだろうし、きっとどこかで人生を立て直してくれるはずだと願う。

### キャスト

#### 「まかない荘」の住人
藤島 涼〈24〉
演 - 清野菜名
イタリアンシェフ。8歳のときに父親が蒸発、その2年後に母親が他界、それからは姉の恭子と共に親戚の家や養護施設を転々とした。自分の店を持つことが夢で、かつて一緒に店を開こうと約束した恋人に騙されて作った2000万円の借金（とその利子）を負っており、借金取りに追われている。共同生活を拒否し、まかない荘の庭にテントを張って暮らしている。一番嫌いな言葉は「お父さん」、二番目に嫌いな言葉は「団欒」と言い放っていたが、内心では「団欒」を求め、そのためにシェフになろうと思った。恭子が自分の覚えていない母親の話をすることを嫌う。
藤島 恭子〈31〉
演 - 菊池亜希子
涼の姉。「まかない荘」の管理人。家事は好きだが料理は苦手。日曜大工が得意。自分たちが経験できなかった「家族団欒」を求めて、まかない付きの下宿屋を開いた。人を疑わない温厚で鷹揚な性格で、涼の方が怒っていても喧嘩にならない。高校時代にグレて、不良ではなくマタギになったことがある。禁煙中。
カルロス〈29〉
演 - 山崎裕太
名古屋にものづくりを学びに来た日系ブラジル人の留学生。片言の日本語で話す。名古屋と名古屋めしをこよなく愛する。実はブラジルの財閥の御曹司であるが、そのことは周囲に隠している。金持ちであるために特別扱いされるブラジルでの生活を嫌い、「まかない荘」での庶民的な生活を気に入っている。家業を継ぐためにブラジルに帰国。たびたび涼の言葉を卑猥な言葉と聞き違えているような言動をして言い争いになったが、実はずっと涼のことが好きだった。
横川 賢〈29〉
演 - 鈴之助
アルバイトで生計を立てる売れない漫画家。山梨県出身。「人物に黒目を入れない」など独自のこだわりをもっていた。漫画は酷評されるが、手書き文字のデザインを評価され、そこから少しずつ仕事を増やしていく。
沖田 梨枝〈32〉
演 - 内田慈
アパレル会社に勤めるいわゆる「お局OL」で、プライドが高い。恭子とは昔からの友人。モテそうに見えるが男っ気はない。インド人アイドル「サルマン」の大ファンだが、周囲には隠している。
市野 礼子〈45〉
演 - 山野海
6号室の住人。「スナック亜紀」のママ。食事を作ってやれない息子のためにまかない荘に越してきたが、自分は夜の仕事のため住人たちと一緒にまかないを食べることはほとんどない。ベチャッとしたソース焼きそばが店の名物だが、大抵の客は残す。翔太が涼から聞き出したレシピで美味しい塩焼きそばを作れるようになる。
市野 翔太〈10〉
演 - 藤村真優
礼子の息子。以前は皆と食事をすることはなく、いつも帰りが遅い母親をダイニングで待っていた。味の違いに敏感。頭が良く、年齢の割に大人っぽい言動をとることもある。カルロスの日本語の勉強に付き合っている。別れた父親のことを「虫けら」と呼んでいる。
神山 要〈35〉
演 - 福士誠治
2号室の住人。海外出張が多いためにまかない荘にいることはほとんどなく、「ここは日本滞在中のホテル兼倉庫代わり」と言っている。元々はボランティア活動に熱心な青年だったが、活動の中で「もっと金があればもっとたくさんの人を幸せにできるはず」と思い、より稼げるビジネスに着手するようになった。かつて学校を建てる活動をしたネパールの子供たちからの手紙が宝物で、カレーが好物。
栃原 峰男〈67〉
演 - 渡辺哲
3号室の住人。まかない荘の最年長。恭子にしばしばセクハラをするスケベオヤジ。中日ドラゴンズの元プロ野球選手（二軍）で、スター選手に怪我をさせてしまった負い目から引退した。

#### その他
小宮山
演 - 加瀬澤拓未
「涼のカレー」の常連客。
所沢 秀夫
演 - 榊英雄
涼が借金を負うローン会社「フレッシュキャッシュローン」社長。借金返済のために、涼に露出の多い仕事を勧める。自身の体で露出の程度を示した。まかない荘に来てからの涼への取り立ては、優に全て任せることにした。
後藤 優
演 - 小川夏鈴
フレッシュキャッシュローンの社員。所沢の部下。チンピラ風な男の部下たちとは異なり、スーツ姿のきちっとした身なりである。三重県出身。普段は穏やかだが、感情が高ぶると三重弁でまくしたてる。幼いときに父親が名古屋の女と蒸発したのがきっかけで、人のものを奪う行為を毛嫌いし、名古屋のことも嫌っている。涼のまかない料理人としての仕事ぶりに感嘆し、「涼さんのことを信じてみたい」と、執拗な取り立てを止める。
小村 義正〈56〉
演 - 柳沢慎吾
涼と恭子の父親。かつて家族を捨てたギャンブル好き、酒好きのダメ人間。末期の腫瘍のため余命僅かだと告白するが、涼はそれを信じていない。亡き妻の料理の味を再現できる。

#### ゲスト
- 第2話
  - 編集者 - 平野貴大：横川が漫画を持ち込む出版社の編集者。
  - 肉屋の店員 - 田中俊介：涼が買い出しをする円頓寺商店街の店員。
- 第3話
  - 涼の彼氏 - 水野勝：涼の元恋人。書類に「野崎 久也」と署名している。涼と共に店を開く夢を語らっていたが、涼をレストラン開店資金2000万円の借金の保証人にさせた後、姿を消す。
- 第4話
  - ユーリン - 河村美咲：神山の会社の共同経営者である中国人の娘。まかない荘を訪れ、神山が家族を騙して金を持ち逃げしたと訴える。
- 第6話
  - サルマン - 太田光る：インドのスーパーアイドル。マネージャー曰く「これから日本で売り出す大事な時期」であり、ある程度の日本語は話せる。ファンに手を出す癖があり、梨枝と一夜の関係を持つ。
  - 白川 - 吉田まどか：サルマンの日本でのマネージャー。サルマンの女癖の悪さを承知しており、そのフォローに回っている。
- 第7話
  - 木下 保 - 山田明郷：中日ドラゴンズの元プロ野球選手。二軍で調整し、一軍に昇格する直前、フライを捕球する際に栃原と交錯し選手生命に関わる怪我を負う。
- 第8話
  - パウロ - 小倉一郎：カルロスの父親の執事。ブラジルからカルロスを迎えに来た。

## 第2弾

### キャスト（第2弾）

#### 「まかない館」の住人
風間 希（かざま のぞみ）〈22〉
演 - 三吉彩花
キッチンカーでのお弁当販売を夢見て、全財産をはたいて車を購入するが、トラブルに巻き込まれ、啓太に誘われて「まかない館」にやってくる。
山中 啓太（やまなか けいた）〈28〉
演 - 古舘佑太郎
「まかない館」の管理人、兼料理人兼経営者。父親が違う妹の麻奈をひきとって一緒に暮らしている。
山中 麻奈（やまなか まな）〈10〉
演 - 豊嶋花
啓太の異父妹。
吉野 三平太（よしの さんぺいた）〈40〉
演 - 和田聰宏
建築会社に勤めるサラリーマン。
初森 裕子（はつもり ゆうこ）〈34〉
演 - 山田真歩
雑貨やアパレルを扱う会社に勤めている。
南 直人（みなみ なおと）〈18〉
演 - 若林時英
岐阜の実家から、スポーツ推薦のため名古屋に出てきた高校生。
乗川 和美（のりかわ かずみ）〈53〉
演 - 高岡早紀
不動産関係の事務職を務める謎の女性。
栃原 岳男（とちはら たけお）〈68〉
演 - 渡辺哲
「まかない荘」で暮らす栃原峰男の双子の弟。仕事を引退して妻にも先立たれ、ひとり気ままに年金で暮らしている。

#### その他（第2弾）
香月 早苗
演 - 小林涼子
お父さん
演 - 金田明夫
希の父

#### ゲスト（第2弾）
- 第4話
  - 佐竹原 - 岩瀬亮
- 第5話
  - ユキナ - 天乃舞衣子：栃原（峰男）が通うスナック「閑古鳥」の店員で、栃原（岳男）が片想いをする女性。
- 第7話
  - 沖田 - 勝矢
- 第10話
  - 発掘調査の二人組 - 榊英雄、松本実

## スタッフ
- 脚本 - 福原充則、ワタナベリョウスケ、本田隆朗
- エンディングテーマ
  - 第1弾 - 榊いずみ「キッチン」（ファミリーツリーレコーズ）[6]
  - 第2弾 - 榊いずみ「HOME」
- 音楽 - 榊いずみ[6]
- 撮影 - 工藤哲也
- 照明 - 大庭郭基
- 録音 - 西條博介
- 編集 - 清野英樹
- 助監督 - 山口雄也
- 制作担当 - 斉藤勲
- 美術プロデューサー - 平原孝之
- 装飾 - 小川光政、須田寛之
- 衣装 - 古舘謙介
- 持道具 - 三平佳代
- メイク - 市川温子、柳原まみ
- フードコーディネーター - はらゆうこ、山崎千裕
- マンガ協力 - 東京アニメーター学院、村田龍之介
- 撮影協力 - なごや・ロケーション・ナビ、FARM、スナック亜紀（礼子の店）
- 技術協力 - キアロスクーロ撮影事務所
- 美術協力 - 東京美工
- 音響効果 - メディアハウスサウンドデザイン
- MA - シネマサウンドワークス
- プロデューサー - 新村裕（メ～テレ）、松岡達矢（メ～テレ）、八木亜未（ラフ・アット）、渡辺良介（ラフ・アット）
- 監督 - 榊英雄、山口雄也、松岡達矢
- 制作協力 - ラフ・アット
- 制作 - メ〜テレ

## 放送日程
放送日はメ〜テレのもの
| 話     | 放送日          | サブタイトル                               | 脚本               | 演出     |
| 第1弾  | 第1弾           | 第1弾                                      | 第1弾              | 第1弾    |
| ------ | --------------- | ------------------------------------------ | ------------------ | -------- |
| 第1話  | 2016年 4月19日  | まかない荘と塩焼きそば                     | 福原充則           | 榊英雄   |
| 第2話  | 4月26日         | しょうが焼きと夢と横川                     | 福原充則           | 榊英雄   |
| 第3話  | 5月3日          | 三重か名古屋かすき焼きか                   | ワタナベリョウスケ | 松岡達矢 |
| 第4話  | 5月10日         | カリー&マネー                              | ワタナベリョウスケ | 松岡達矢 |
| 第5話  | 5月17日         | チゲラッチョ！                             | 福原充則           | 榊英雄   |
| 第6話  | 5月24日         | 梨枝の休日                                 | 福原充則           | 山口雄也 |
| 第7話  | 5月31日         | 栃原の人生の見つけ方                       | 福原充則           | 山口雄也 |
| 第8話  | 6月7日          | 昨夜の焼肉、明日のあんかけスパ             | 本田隆朗           | 榊英雄   |
| 第9話  | 6月14日         | ものすごくうるさくて、ありえないほど父     | 福原充則           | 榊英雄   |
| 最終話 | 6月21日         | 今夜、すべての食卓で                       | 福原充則           | 榊英雄   |
| 第2弾  |                 |                                            |                    |          |
| 1杯め  | 2017年 10月17日 | 君の名は、の…                              | 福原充則           | 榊英雄   |
| 2杯め  | 10月24日        | サンマ・ミーア！                           | 福原充則           | 榊英雄   |
| 3杯め  | 10月31日        | 17の昼                                     | 奥村徹也           | 榊英雄   |
| 4杯め  | 11月7日         | もし34才の独身OLが射程外の男に告白されたら | 福原充則           | 松岡達矢 |
| 5杯め  | 11月14日        | 死ぬまでにしたい1のこと                    | 福原充則           | 榊英雄   |
| 6杯め  | 11月21日        | 嫌われペータの一生                         | 福原充則           | 石井純   |
| 7杯め  | 11月28日        | リトル・ノン・サンシャイン                 | 奥村徹也           | 松岡達矢 |
| 8杯め  | 12月5日         | 空飛ぶオデン                               | 福原充則           | 松岡達矢 |
| 9杯め  | 12月12日        | そして父になる？                           | 福原充則           | 榊英雄   |
| 10杯め | 12月19日        | 食卓diary                                  | 福原充則           | 榊英雄   |

## 放送局
第1弾
第1弾は毎週の放送終了後、GYAO!で期間限定の無料配信が公開された。
| 放送対象地域 | 放送局              | 系列           | 放送日時                                             | 備考   |
| ------------ | ------------------- | -------------- | ---------------------------------------------------- | ------ |
| 中京広域圏   | メ〜テレ（NBN）     | テレビ朝日系列 | 2016年4月19日 - 6月21日 火曜 0:20 - 0:50（月曜深夜） | 制作局 |
| 神奈川県     | テレビ神奈川（tvk） | 独立局         | 2016年4月20日 - 6月22日 水曜 23:00 - 23:30           |        |
| 全国         | TwellV              | BS放送         | 2019年1月19日 - 3月23日 土曜 21:30 - 22:00           |        |

第2弾
| 放送対象地域 | 放送局              | 系列           | 放送日時                                                                 | 備考                                           |
| ------------ | ------------------- | -------------- | ------------------------------------------------------------------------ | ---------------------------------------------- |
| 中京広域圏   | メ〜テレ（NBN）     | テレビ朝日系列 | 2017年10月17日 - 12月19日 火曜 0:20 - 0:50（月曜深夜）                   | 制作局                                         |
| 青森県       | 青森朝日放送（ABA） | テレビ朝日系列 | 2018年7月31日 - 8月1日 14:53 - 15:50 2018年8月2日 - 8月3日 14:24 - 15:50 | 2話連続で放送 3話連続で放送                    |
| 石川県       | 北陸朝日放送（HAB） | テレビ朝日系列 | 2019年7月1日 - 10月7日（予定） 月曜 1:55 - 2:25（日曜深夜）              | 初回放送は月曜 2:00 - 2:30（日曜深夜）に放送。 |
| 神奈川県     | テレビ神奈川（tvk） | 独立局         | 2017年10月18日 - 12月20日 水曜 23:00 - 23:30                             |                                                |

## DVDリリース
第1弾は、2016年9月2日にDVDが、11月1日にDVD-BOXがギャガからリリースされた。